# Völkerabfälle

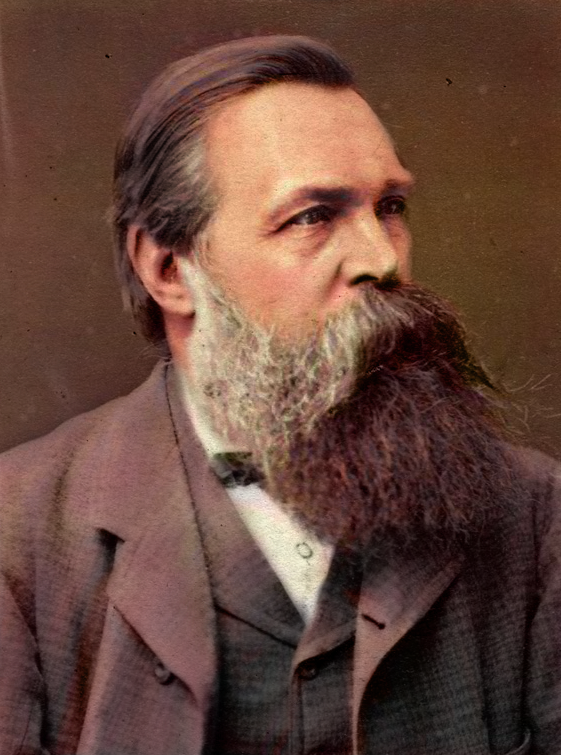
Frederick Engels

Völkerabfälle foi o termo usado por Friedrich Engels, para descrever as pequenas nações que ele definia como fragmentos residuais de ex-povos que sucumbiram a vizinhos mais poderosos no processo histórico de desenvolvimento social e que considerava propensos a tornarem-se "porta-estandartes fanáticos da contrarrevolução". Tal termo foi usado por ele no  artigo Der magyarische Kampf ("A Luta Magiar") publicado no jornal Neue Rheinische Zeitung em 13 de Janeiro de 1849.
Ele oferece como exemplos:
- Os Jacobitas: "Tal, na Escócia, são os gaels, os apoiadores da Casa de Stuart de 1640 a 1745."
- A Chouannerie: "Tal, na França, são os bretões, os apoiadores da Casa de Bourbon de 1792 a 1800."
- Na primeira Guerra Carlista: "Tal, na Espanha, são os bascos, os apoiadores de Don Carlos."

Engels estava se referindo também especificamente a Revolta sérvia de 1848-1849, em que sérvios da Voivodina lutaram contra a anteriormente vitoriosa Revolução húngara de 1848. Engels terminou o artigo com a seguinte previsão:
«Mas, na primeira revolta vitoriosa do proletariado francês, que Napoleão III está se esforçando com todas as suas forças para conjurar, os alemães e magiares austríacos serão libertados e causarão uma vingança sangrenta nos bárbaros eslavos. A guerra geral que começará então esmagará este Sonderbund eslavo e exterminará todas essas nações mesquinhas e escondidas, até seus próprios nomes. A próxima guerra mundial resultará no desaparecimento da face da Terra, não apenas de classes e dinastias reacionárias, mas também de povos reacionários inteiros.»

## Crítica
As opiniões de Engels foram criticadas pelos principais socialistas. Karl Kautsky em 1915 argumentou que, após 1848/49, os eslavos do sul da Tchéquia e da Áustria haviam se transformado de uma maneira que na prática refutava as opiniões de Marx e Engels. Referindo-se a Heinrich Cunow ele escreveu:
«Hoje, quando essas pessoas alcançaram um poder e um significado tão grandes para se referir a elas nos antigos termos marxistas de 1848/49, parece muito infeliz. Se alguém hoje ainda se apegar a esse ponto de vista, ele tem muito a desaprender.»
Roman Rosdolsky analisa a posição de Engels em seu livro Engels and the `Nonhistoric' Peoples: the National Question in the Revolution of 1848.
«Há duas maneiras de olhar para Marx e Engels: como criadores de um método científico brilhante, mas em sua essência mais profunda, completamente crítico; ou como pais da igreja de algum tipo, as figuras bronzeadas de um monumento. Aqueles que têm a última visão não terão encontrado este estudo a seu gosto. Nós, no entanto, preferimos vê-los como eram na realidade.»
Rosdolsky examina longamente o ponto de vista de Engels. Marx e Engels haviam apoiado as Revoluções de 1848 que se espalharam por toda a Europa. Eles viram isso como um primeiro passo necessário para a revolução socialista, que se esperava ser iminente. No entanto, as forças da reação se uniram a Metternich da Áustria em Outubro de 1848 com a brutal repressão do Revolta de Viena. Engels foi solicitado a escrever seu artigo graças à rejeição dos eslavos austríacos a oportunidade de se libertarem do domínio opressivo da Habsburgos, bem como seu abraço entusiasmado à contrarrevolução de Metternich.
Andrzej Walicki em sua análise da posição de Engels em seu livro Marxism and the Leap to the Kingdom of Freedom: The Rise and Fall of the Communist Utopia, afirmou:
«Engels não hesitou em dizer que nações inteiras são reacionárias, que é isso que as nações eslavas da monarquia dos Habsburgos acabaram sendo, e que sua oposição à revolução germano-húngara os qualifica para o extermínio total.»
e concluiu que é difícil negar que legitimava a política de genocídio e justificava-se supor que eles influenciavam as idéias de Adolf Hitler, que experimentou um período de fascínio pelo marxismo em sua juventude.

## Controvérsia
Esta última passagem, o parágrafo final do artigo de Engels em 1849, foi analisada por George Watson, que concluiu que Hitler foi um marxista. As opiniões expressas nesse parágrafo eram bastante comuns naquele o tempo.